# Ranulf II av Akvitanien
Ranulf II av Akvitanien, död 890, var kung av Akvitanien mellan 888 och 890.